# Maarbale
(Maarbale cerca di convincere Annibale ad assediare Roma.)
Maarbale (III secolo a.C.) è stato un comandante di cavalleria dell'esercito cartaginese, conosciuto per aver affiancato il generale Annibale nella seconda guerra punica.
Fu spesso critico nei confronti dei Cartaginesi e talvolta di Annibale stesso. Famosa è la presunta conversazione avvenuta dopo la Battaglia di Canne in cui Maarbale imputò ad Annibale di non saper sfruttare i momenti favorevoli.

## Biografia
Maarbale, figlio di Imilcone, entrò in scena durante l'assedio di Sagunto ed ebbe un ruolo decisivo nella capitolazione della città. Durante la campagna d'Italia di Annibale, Maarbale ebbe un ruolo rilevante per quanto riguarda le battaglie a cavallo come quella del Ticino. Partecipò anche alla battaglia della Trebbia. Durante la battaglia del Lago Trasimeno guidò i numidi a incalzare i romani in rotta. Nella battaglia di Canne condusse l'ala destra della cavalleria numida, ottenendo la vittoria.
Lo storico Tito Livio racconta che, dopo la netta vittoria nella battaglia di Canne, Maarbale consigliò di attaccare immediatamente Roma con l'intero esercito, per espugnarla facilmente. Il condottiero Annibale rifiutò la proposta del generale temendo la forza militare dei Romani. Affermò che aveva bisogno di tempo per valutare l'effettiva strategia da mettere in atto. Maarbale commentò così l'indugio del suo comandante:
In seguito a questo contrasto col Barcide, Maarbale fu sollevato dal comando dei cavalieri, e forse gli successe il nipote di Annibale, Annone di Bomilcare.
La rinuncia di Annibale a proseguire e il giudizio di Maarbale non hanno avuto un parere univoco tra gli studiosi di strategia militare. Il generale Montgomery, deciso ad avanzare dopo la vittoria a El-Alamein, dichiarò "Maharbal was right" (Maarbale aveva ragione).

I Romani, peraltro, seppero poi vanificare le precedenti vittorie dei Cartaginesi di Annibale e li sconfissero nella Battaglia di Zama, guidati da Scipione.
Dopo la Battaglia di Casilinium (Tito Livio XXIII, 18), non si hanno notizie riguardo alla sorte di Maarbale. Una persona con quel nome è menzionata da Frontino (Strateg. II, 5, § 12) come combattente assunto dai Cartaginesi contro alcune tribù africane che si erano ribellate, ma non è chiaro se si tratti dello stesso Maarbale comandante della cavalleria numida di Annibale.